# Pena (Góis)
Pena ist ein portugiesisches Dorf in der Gemeinde (Freguesia) und im Kreis (Concelho) von Góis.
Es ist eines der traditionellen Schiefer-Dörfer der Region und gehört zur überregional beworbenen Route der Aldeias do Xisto. Durch die umliegenden Wälder und Täler führende Wanderwege verbinden sie.
Pena war schon Gegenstand von Fernsehberichterstattung eines Reisemagazins des öffentlich-rechtlichen Senders RTP.
Verschiedene traditionelle, komfortabel renovierte Häuser wurden in Beherbergungsbetriebe des Turismo rural umgewandelt.